# ピリピリ
ピリピリ (Piri piri) は、キダチトウガラシの一栽培品種で、小さく辛みのある唐辛子である。Peri Peri（ペリペリ）ともいう。名前は、アンゴラ及びモザンビーク南部のバンドゥー語のひとつ、ロンガ語から来ている。ロンガ語がアラビア語の phil-phil「トウガラシ」から獲得した語とみられる。
モザンビークを植民地としたポルトガルがチキンの付け合わせとして取り入れ、インドのゴア地方などポルトガル領の他地域に持ち込んだ。

## 用途
主にソースの材料やマリネとして、アフリカ各地の料理及びポルトガル料理などに使われている。